# Léon Dens
Pour les articles homonymes, voir Dens.
Léon Pierre Alphonse Dens, né le 17 octobre 1869 à Anvers et décédé en novembre 1940 à Londres fut un homme politique libéral belge.
Dens fut licencié en sciences commerciales et armateur ; il fut élu conseiller communal d'Anvers, sénateur de l'arrondissement d'Anvers dès 1925, ministre de la Défense nationale (1931-32), président du Parti Libéral (1934-1936).
1919-1923 : Administrateur de la Banque Belgo-Luxembourgeoise S.A.

## Sources
- Liberaal Archief